# Tony Minartz
Tony Minartz, pseudonyme d'Antoine Guillaume Minartz, né le 28 avril 1870 à Cannes et mort dans cette même ville le 13 décembre 1944, est un peintre, dessinateur, illustrateur et graveur français.

## Biographie
Peintre autodidacte, Tony Minartz commence à se faire connaître en 1896 en exposant des toiles au Salon de la Société nationale des beaux-arts, puis décore à Paris le théâtre Pompadour de panneaux peints pour des spectacles façon « Grand-Guignol », mis en scène par L. Darthenay. En 1903, Henri Béraldi, avec qui il travaillera, fait son éloge dans La Revue de l'art ancien et moderne, écrivant « qu'il a trente ans », et qu'il a bénéficié des conseils de Paul Renouard pour se former à la technique de l'eau-forte. Béraldi ajoute que ses sujets de prédilections sont « Paris le soir, Paris la nuit, toujours ». Minartz donne d'ailleurs quelques eaux-fortes remarquables à La Revue de l'art ancien et moderne jusqu'en 1910 : bals, café-concerts, parisiennes dans leurs plus belles toilettes, mais aussi cafés-concerts, music-halls, restaurants, grands et petits théâtres, sont les décors privilégiés de ses compositions.
C'est de la sorte jusqu'à la Première Guerre mondiale que Tony Minartz expose régulièrement au Salon de la Société nationale des beaux-arts « sur le thème du spectacle : celui de la rue avec ses scènes populaires, celuide la nuit aussi, de ses acteurs et de ses spectateurs : les artistes, les danseuses, les fêtards. Sans doute s'est-il bien amusé, insouciant et fantaisiste, prenant la vie du bon côté, tout occupé à être le chroniqueur et le témoin d'un temps où l'on savait vivre ».
La période féconde de Tony Minartz semble donc s'achever en 1914. Outre au Salon de la SNBA, Minartz expose à Paris à la galerie Barthélémy (1903), au Salon des indépendants (1905, 1906) et à la galerie Devambez (1909) et reçoit les palmes académiques. Il collabore occasionnellement à des périodiques illustrés comme L'Almanach des sports (Ollendorff, 1899), ou satiriques tels Gil Blas et L'Assiette au beurre. Il illustre également quelques partitions musicales et un certain nombre d'ouvrages de bibliophilie.
Durant les années 1900 et 1910, il travaille pour le couturier Jacques Doucet, exécutant dessins et aquarelles d'élégantes et de défilés.
Durant la Belle Époque, en témoin attentif de Montmartre, il réside à Paris au 37, rue Pierre-Fontaine. Il participe en 1918 à une exposition au profit des œuvres de guerre puis se retire définitivement à Cannes pour se consacrer à la peinture. Françoise de Perthuis restitue : « Lassé de l'atmosphère de la capitale, Tony Minartz est parti un jour pour la Côte d'Azur. La Riviera, entre les deux guerres, c'est tout un monde : corsos fleuris, marchés animés, scènes de plage ou de pêche, casinos, feux d'artifice, fêtes populaires, Tony Minartz va nous décrire ce monde avec un sens aigu de l'observation, un crayon nerveux et enlevé, une étonnante maîtrise des couleurs jusque dans ces scènes nocturnes pourtant si difficiles à rendre ».
Le 13 décembre 1944, Tony Minartz « s'éteint dans un dénuement total, oublié de tous ».

## Ouvrages illustrés
- Henri Conti, Guignol, Paris, éd. Charpentier et Fasquelle, 1897.
- Auguste Bosc, Frétillante : schottisch pour piano, partition, Paris, A. Bosc, 1902[4].
- Raoul Gineste, Soirs de Paris, 60 dessins gravés par Henri Paillard, Paris, Librairie A. Durel / Ch. Lahure et H. Béraldi, 1903.
- Albert Flament, Fauteuils et couloirs, 21 eaux-fortes, Paris, Imprimé pour Henri Béraldi, 1906.
- Henri Lavedan, De Paris au Bois de Boulogne, eaux-fortes en couleurs, Paris , éd. J. Borderel, 1908.
- Albert Flament, Fleurs de Paris, dessins gravés sur bois par Henri Paillard, Paris, H. Béraldi, 1909.

## Expositions
- Salon de la Société nationale des beaux-arts, 1909[5].
- Elles aussi étaient en guerre, halles du Boulingrin, Reims, mars 2018[6].

## Réception critique
- « Il reste un des plus fins observateurs de la vie heureuse d'une certaine société de la Belle Époque aux Années Folles. L'œuvre de Minartz se place sous le signe de la spontanéité. Spontanéité du trait, maîtrise du dessin. Ce  virtuose du dessin est capable de croquer en quelques minutes une amusante scène de rue, une violente altercation en coulisses, les intimes confidences ou la lassitude d'une danseuse, l'excitation qui règne dans les salles de jeux, ou la gaieté populaire qui éclate à la vue d'un feu d'artifice. Minartz demeure un témoin authentique de son temps au risque de paraître démodé à quelques-uns. Ses créations de 1900 à 1940 peuvent être considérées comme autant d'irremplaçables morceaux d'anthologie, populaire ou mondaine. Elles s'inscrivent aux côtés des œuvres des meilleurs "crayons" de son époque tels que Forain, Steinlen, Willette, Hermann Paul, Caran d'Ache et Abel Faivre. » - Claude Robert[7]
- « Les œuvres de Tony Minartz font parfois penser à celles de Bottini : elles aussi tournent autour du spectacle, du cabaret, du théâtre et des fêtes populaires. Des sujets qu'il traite de façon feutrée, comme il convient au monde de la nuit, profilant quelques personnages en gros plan sur des fonds animés. » - Gérald Schurr[8]
- « Plus intéressant, plus personnel aussi dans sa façon de saisir l'instant et le coucher sur toile, Antoine Guillaume Minartz, que les amis appelaient Tony, fut considéré comme le peintre du Paris nocturne : Les bals, les prostituées, les fêtes, les restaurants et les lupanars, les grands boulevards à partir de une heure du matin n'avaient plus de secrets pour lui. "Notre temps est stupéfiant de snobisme et d'ironie", s'écriait-il. Son temps, c'est la Belle Époque qu'il sut si bien saisir. Spirituel observateur montmartrois aux touches et aux taches bariolées, dans son En quittant le Moulin Rouge (1901) il se fit plus discret en harmonisant les verts, les roses et les bruns. Tony Minartz semble nous questionner : où est la véritable fête, à l'intérieur ou à l'extérieur de l'établissement ? Où est la vraie vie ? » - Francesco Rapazzini[9]

## Collections publiques

### France
- Cannes, musée de la Castre :

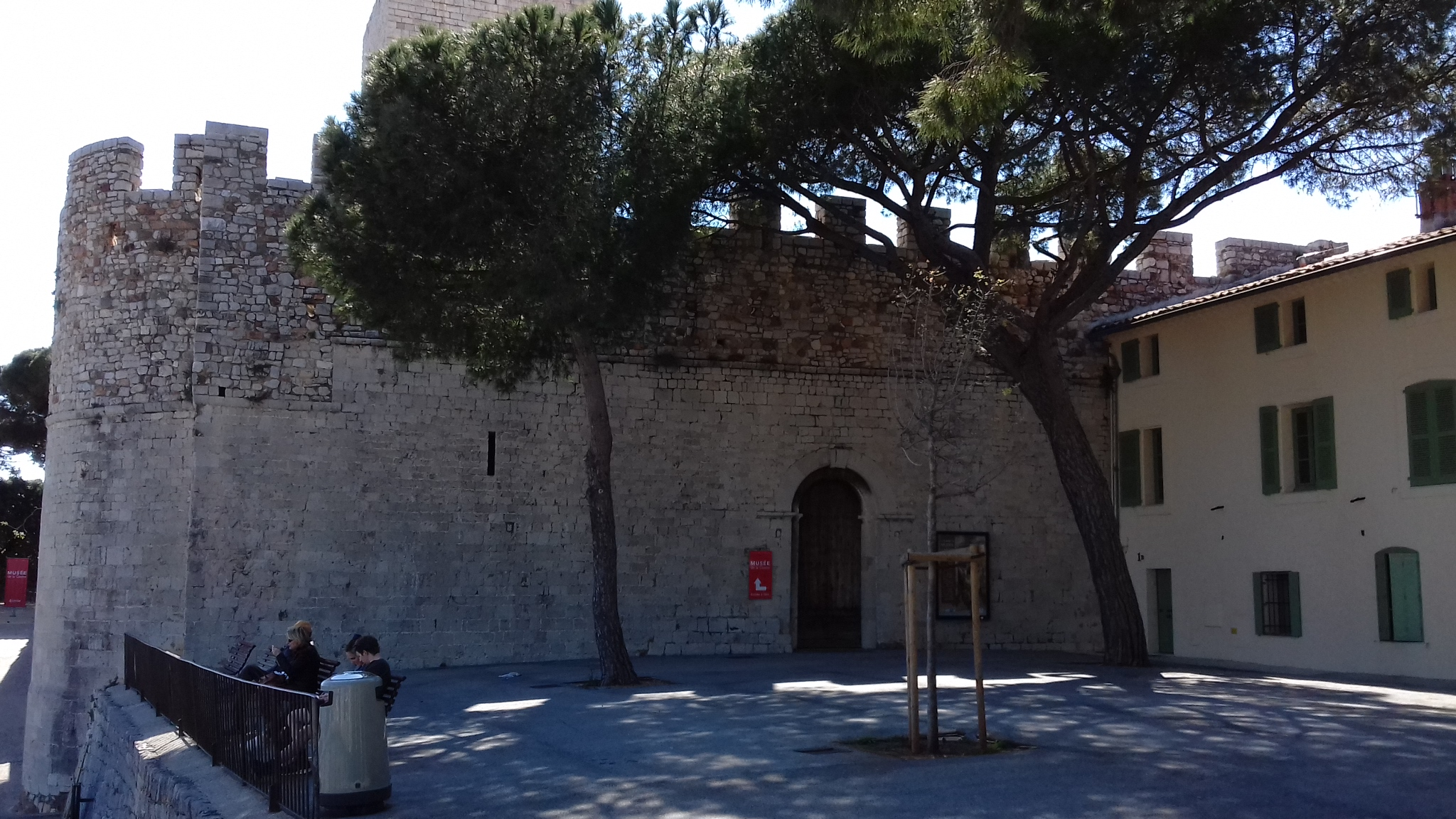
Musée de la Castre, Cannes

  - Place de l'hôtel de ville à Cannes, aquarelle, 48 × 39,5 cm ;
  - Baigneurs près de l'Estacade à Cannes, aquarelle, 29 × 39 cm) ;
  - Voiliers dans le port de Cannes, aquarelle et mine de plomb, 29,5 × 39,5 cm) :
  - Promeneurs, baigneurs et barques à Cannes, aquarelle, 29 × 30 cm).
- L'Isle Adam, musée d'art et d'histoire Louis-Senlecq : Personnage féminin, dessin.
- Paris :
  - bibliothèque de l'Institut national d'histoire de l'art, collections Jacques Doucet : fonds de 22 dessins et aquarelles[10].
  - musée d'Orsay : Femme à l'ombrelle, huile sur toile[11].
- Reims, musée des beaux-arts : fonds de 37 dessins, ancienne collection Julien Lemétais[12].

### Royaume-Uni
- British Museum, Londres, département des gravures et dessins, Fauteuils et couloirs d'André Flament, 21 eaux-fortes originales de Tony Minartz, 1906.

### Russie
- Saint-Petersbourg, Musée de l'Ermitage, En quittant le Moulin Rouge, 1901 (ancienne collection Margarita Kirilovna Morozova)[13].

Les Femmes à l'usine, dessins, musée des beaux-arts de Reims
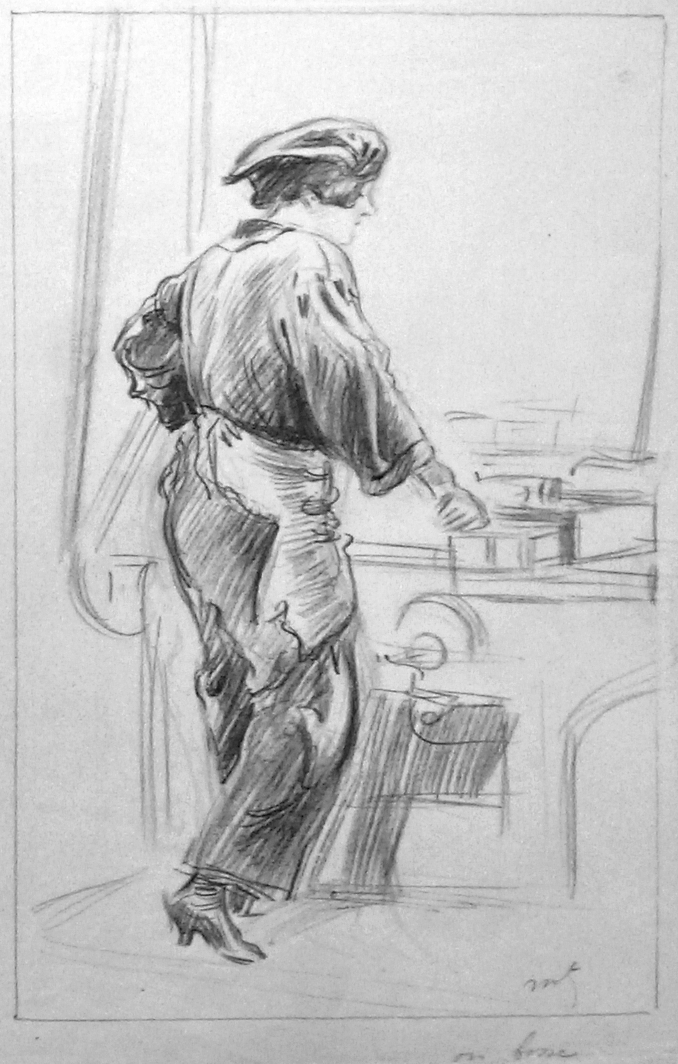
Ouvrière à la casquette et à la salopette
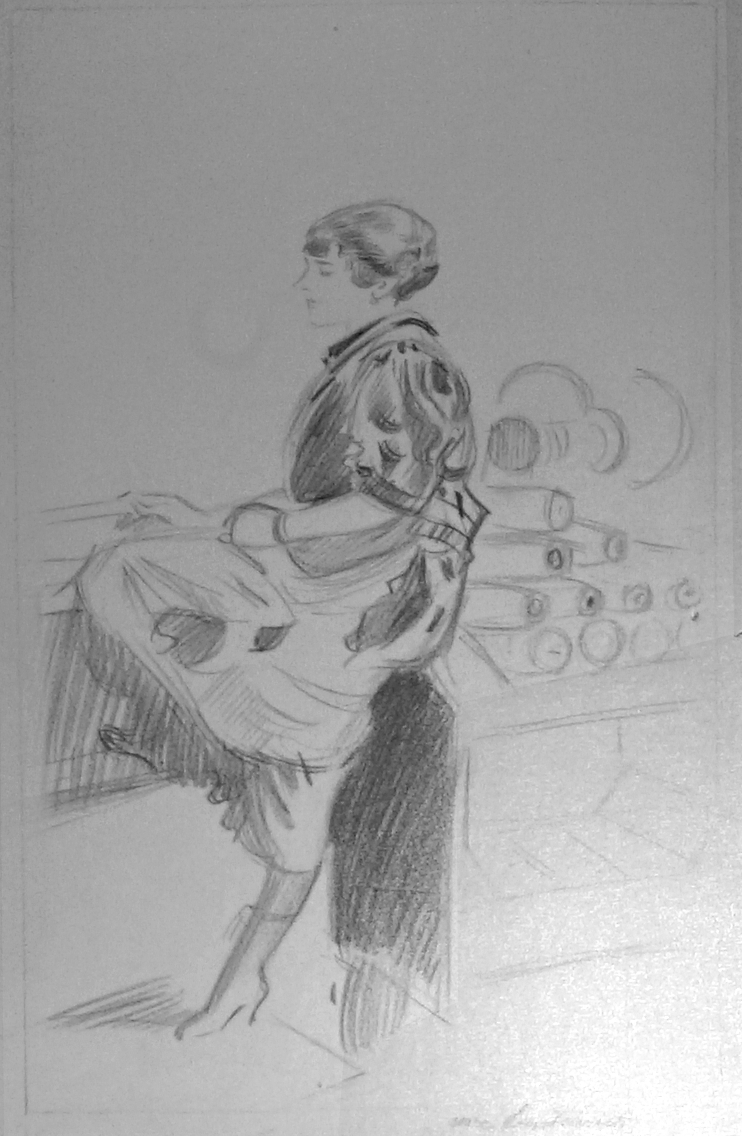
Munitionnette
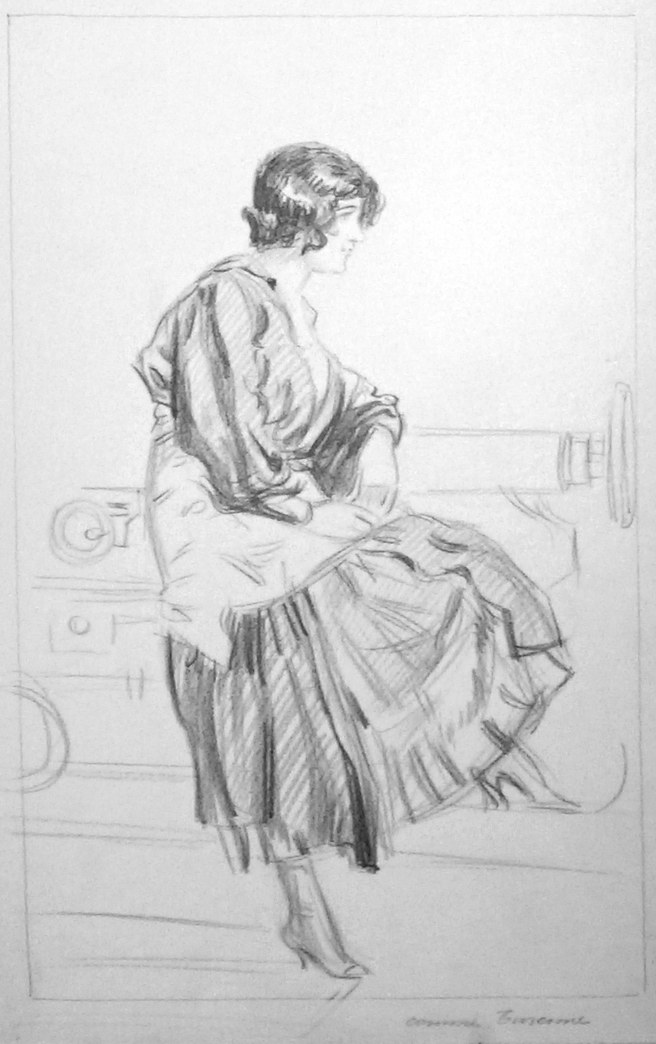
Pause
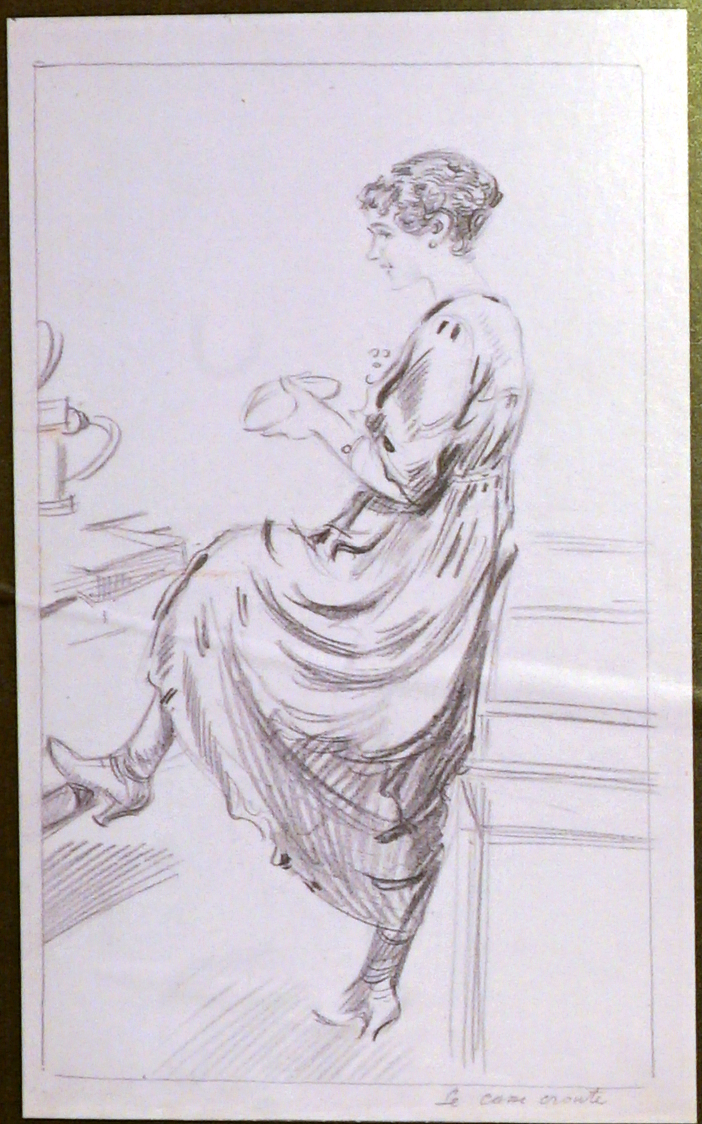
Pause repas
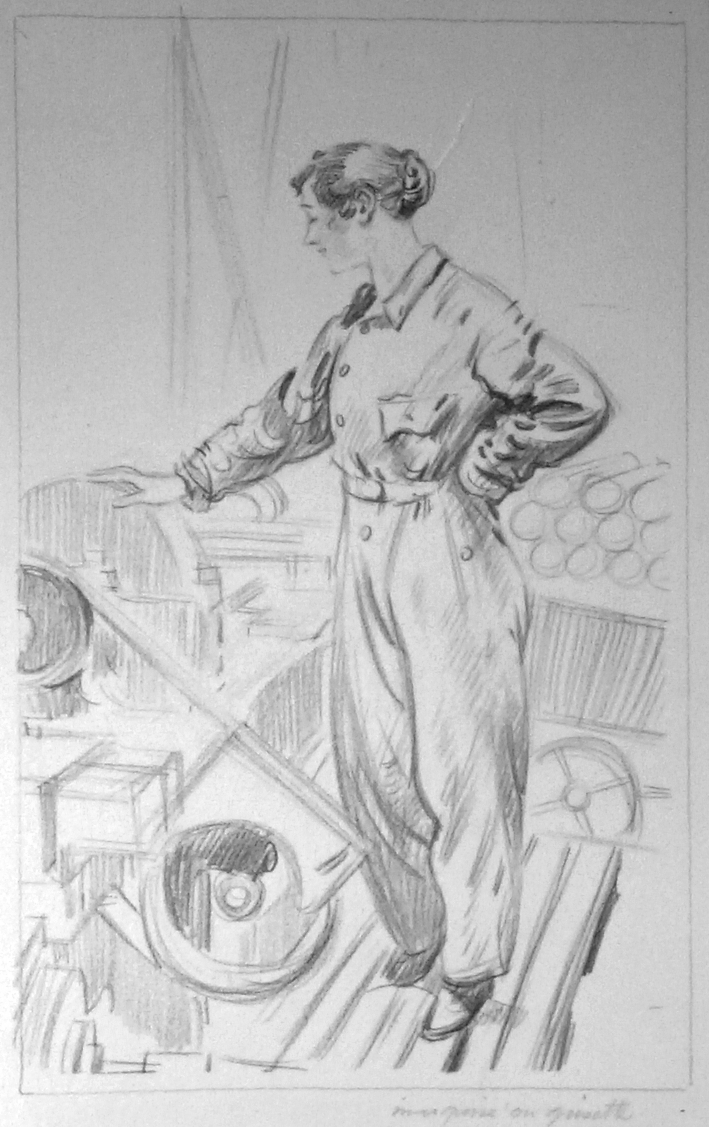
Ouvrière en salopette
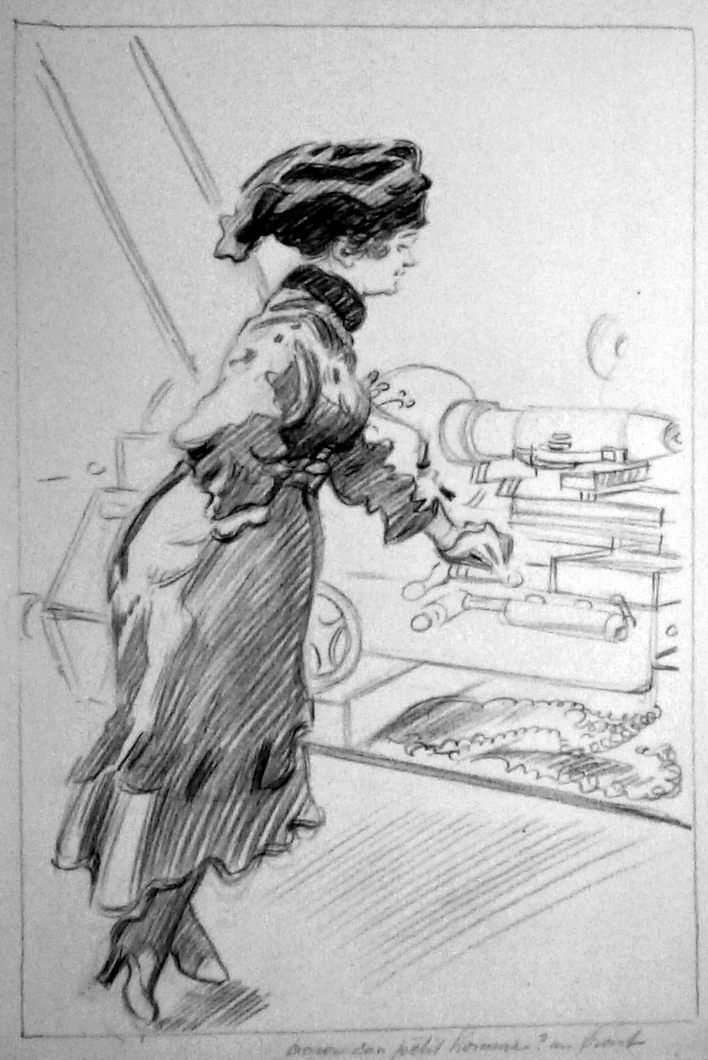
Fraiseuse
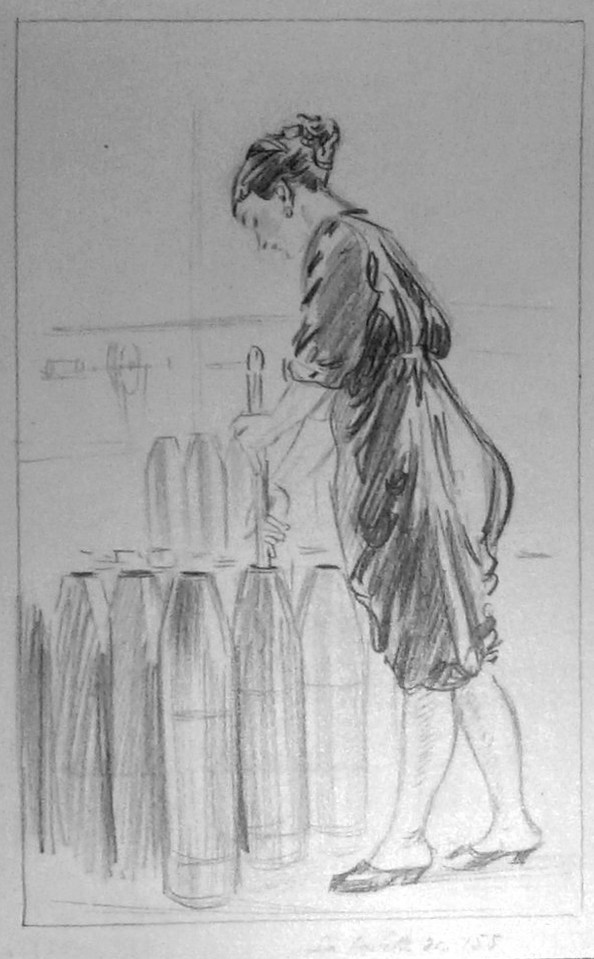
Mesure des obus
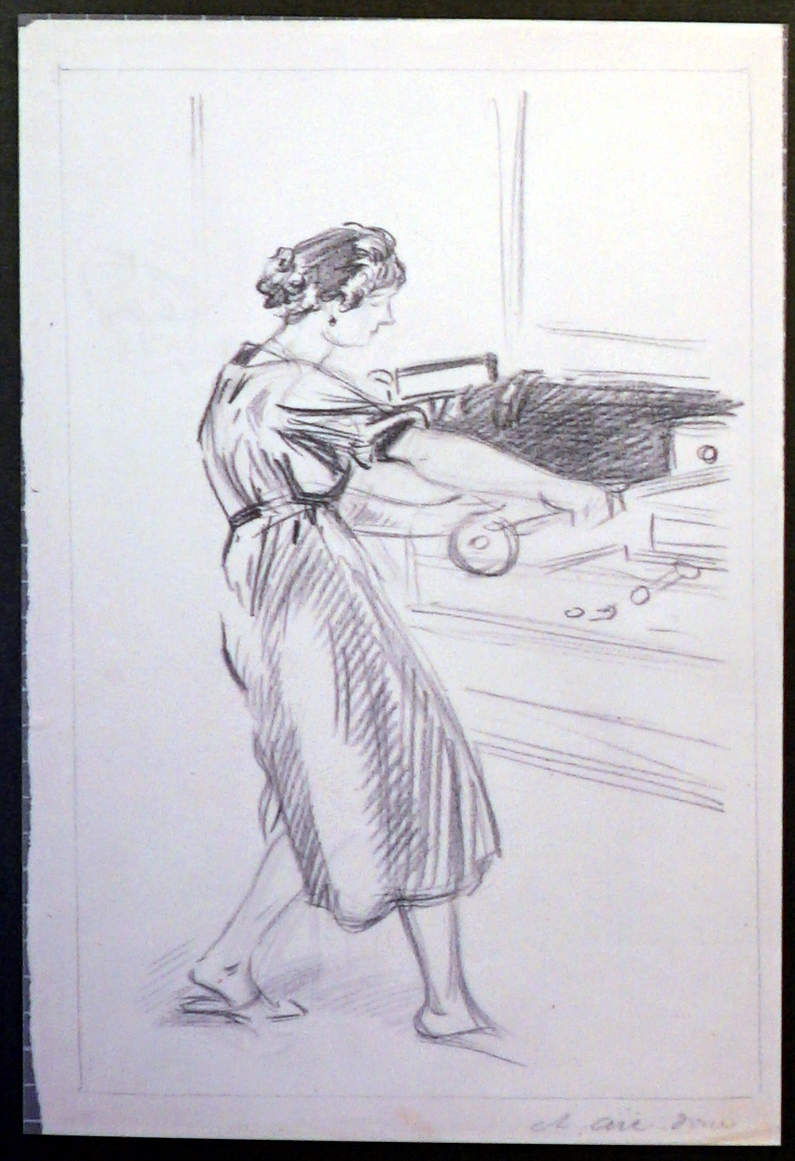
Munitionnette
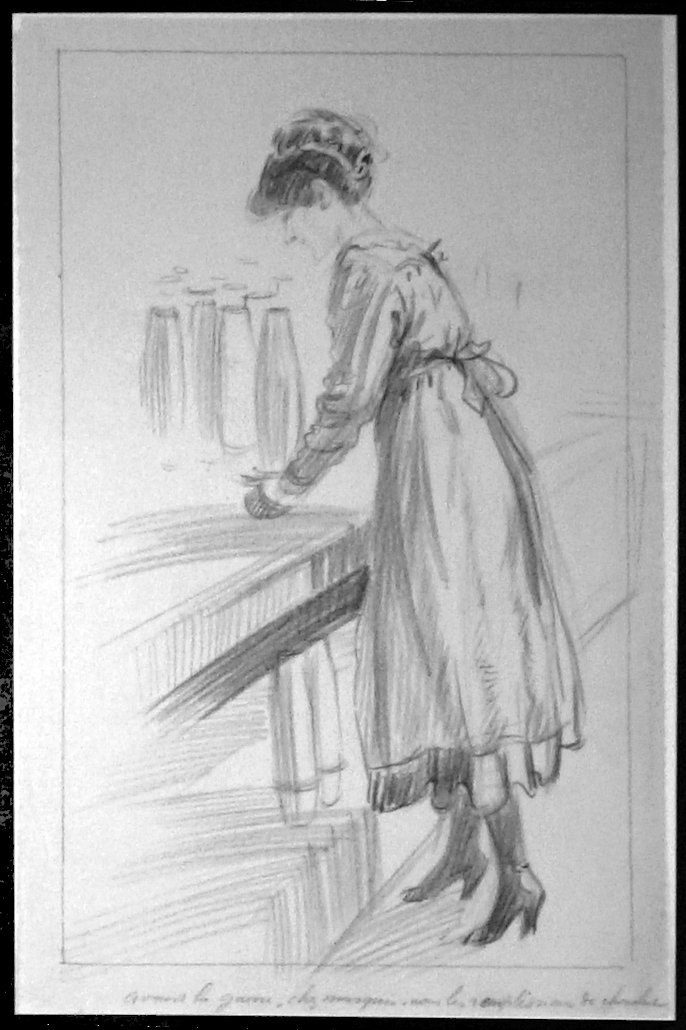
Munitionnette et obus
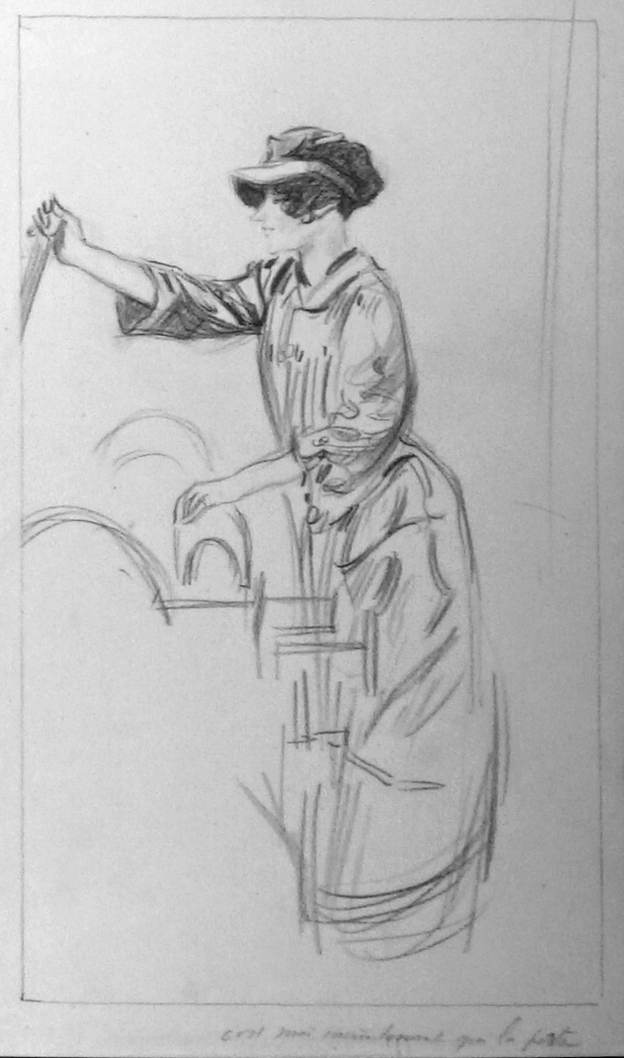
Munitionnette tourneuse

## Collections privées
- Ancienne collection Raphaël Esmerian : Les soirs de Paris, 63 dessins originaux à la plume pour l'ouvrage de Raoul Gineste, localisation inconnue[14].